# Francia ai Giochi della XVI Olimpiade
La Francia ha partecipato ai Giochi della XVI Olimpiade che si sono svolti a Melbourne dal 22 novembre all'8 dicembre 1956 ed a Stoccolma dall'11 al 17 giugno dello stesso anno (solo per gli eventi equestri) 
con una delegazione di 145 atleti, di cui 18 donne, impegnati in 16 discipline, aggiudicandosi 4 medaglie d'oro, 4 medaglie d'argento e 6 medaglie di bronzo.

## Medagliere

### Per discipline
| Sport             | Oro | Argento | Bronzo | Totale |
| ----------------- | --- | ------- | ------ | ------ |
| Ciclismo          | 2   | 2       | 0      | 4      |
| Scherma           | 1   | 1       | 2      | 4      |
| Atletica leggera  | 1   | 0       | 0      | 1      |
| Canoa/kayak       | 0   | 1       | 0      | 1      |
| Pugilato          | 0   | 0       | 2      | 2      |
| Canottaggio       | 0   | 0       | 1      | 1      |
| Sollevamento pesi | 0   | 0       | 1      | 1      |
| Totale            | 4   | 4       | 6      | 14     |

### Medaglie
| Medaglia | Atleta                                                                                      | Sport             | Evento                         |
| -------- | ------------------------------------------------------------------------------------------- | ----------------- | ------------------------------ |
| Oro      | Alain Mimoun                                                                                | Atletica leggera  | Maratona                       |
| Oro      | Arnaud Geyre Maurice Moucheraud Michel Vermeulin                                            | Ciclismo          | Corsa a squadre                |
| Oro      | Michel Rousseau                                                                             | Ciclismo          | Velocità individuale           |
| Oro      | Christian d'Oriola                                                                          | Scherma           | Fioretto individuale maschile  |
| Argento  | Georges Dransart Marcel Renaud                                                              | Canoa/kayak       | C2 10000 metri maschile        |
| Argento  | Arnaud Geyre                                                                                | Ciclismo          | Corsa in linea maschile        |
| Argento  | Michel Vermeulin Jean-Claude Lecante René Bianchi Jean Graczyk                              | Ciclismo          | Inseguimento a squadre         |
| Argento  | Bernard Baudoux Roger Closset René Coicaud Christian d'Oriola Jacques Lataste Claude Netter | Scherma           | Fioretto a squadre maschile    |
| Bronzo   | René Guissart Yves Delacour Gaston Mercier Guy Guillabert                                   | Canottaggio       | Quattro senza maschile         |
| Bronzo   | Rene Libeer                                                                                 | Pugilato          | Pesi mosca                     |
| Bronzo   | Gilbert Chapron                                                                             | Pugilato          | Pesi medi                      |
| Bronzo   | Armand Mouyal Claude Nigon Daniel Dagallier Yves Dreyfus René Queyroux                      | Scherma           | Spada a squadre maschile       |
| Bronzo   | Renée Garilhe                                                                               | Scherma           | Fioretto individuale femminile |
| Bronzo   | Jean Debuf                                                                                  | Sollevamento pesi | Pesi mediomassimi              |

## Risultati

### Pallacanestro
| Atleta | Classifica |
| --- | ---------- |
| V · D · M Nazionale francese - Pallacanestro ai Giochi della XVI Olimpiade 3 Haudegand · 4 Baltzer · 5 Monclar · 6 Veyron · 7 Sturla · 8 Rey · 9 Antoine · 10 Grange · 11 Gominon · 12 Buffière · 13 Schlupp · 14 Beugnot · All. Robert Busnel | 4°         |
| Nazionale francese - Pallacanestro ai Giochi della XVI Olimpiade |            |
| 3 Haudegand · 4 Baltzer · 5 Monclar · 6 Veyron · 7 Sturla · 8 Rey · 9 Antoine · 10 Grange · 11 Gominon · 12 Buffière · 13 Schlupp · 14 Beugnot · All. Robert Busnel                                                                            |            |